# Praha Đông (huyện)
Huyện Praha Đông hay Praha-východ (tiếng Séc: Okres Praha-východ) là một huyện (okres) nằm trong vùng Trung Bohemia của Cộng hòa Séc. Huyện Praha-východ Đông có diện tích 584 km2, dân số năm 2002 là 98453 người. Trung tâm hành chính huyện đóng ở Praha. Huyện này có 91 khu tự quản.

## Các khu tự quản
Babice -
Bašť -
Borek - 
Bořanovice -
Brandýs nad Labem-Stará Boleslav -
Brázdim -
Březí -
Čelákovice -
Černé Voděrady -
Čestlice -
Dobročovice -
Dobřejovice -
Doubek -
Dřevčice -
Dřísy -
Herink -
Hlavenec -
Horoušany -
Hovorčovice -
Hrusice -
Husinec -
Jenštejn -
Jevany -
Jirny -
Kaliště -
Kamenice -
Káraný -
Klecany -
Klíčany -
Klokočná -
Konětopy -
Konojedy -
Kostelec u Křížků -
Kostelec nad Černými lesy -
Kostelní Hlavno -
Kozojedy - 
Křenek -
Křenice -
Křížkový Újezdec -
Kunice -
Květnice -
Lázně Toušeň -
Lhota -
Líbeznice -
Louňovice -
Máslovice -
Měšice -
Mirošovice -
Mnichovice -
Modletice -
Mochov -
Mratín -
Mukařov -
Nehvizdy -
Nová Ves -
Nový Vestec -
Nučice - 
Nupaky -
Odolena Voda -
Oleška - 
Ondřejov -
Oplany - 
Panenské Břežany -
Pětihosty -
Petříkov -
Podolanka -
Polerady -
Popovičky -
Prusice - 
Předboj -
Přezletice -
Radějovice -
Radonice -
Říčany -
Sedlec
Senohraby -
Sibřina -
Sluhy -
Sluštice -
Strančice -
Struhařov -
Stříbrná Skalice - 
Sudovo Hlavno - 
Sulice -
Svémyslice -
Světice -
Svojetice -
Šestajovice -
Škvorec -
Štíhlice -
Tehov -
Tehovec -
Úvaly -
Veleň -
Veliká Ves -
Velké Popovice -
Větrušice -
Vlkančice - 
Vodochody -
Všestary -
Vyšehořovice -
Výžerky -
Vyžlovka - 
Zápy -
Záryby - 
Zdiby -
Zeleneč -
Zlatá -
Zlonín -
Zvánovice -